# Leonid (Krasnopiewkow)
Leonid, imię świeckie Lew Wasiljewicz Krasnopiewkow (ur. 4 lutego?/16 lutego 1817 w Petersburgu, zm. 3 grudnia?/15 grudnia 1876) – rosyjski biskup prawosławny.

## Życiorys
Pochodził z rodziny szlacheckiej. Edukację na poziomie podstawowym zdobywał na pensjach angielskiej, a następnie francuskiej. W 1829 wstąpił do korpusu kadetów, zaś w 1834 został junkrem we flocie bałtyckiej. W 1838 wystąpił ze służby wojskowej i podjął studia w Petersburskiej Akademii Duchownej. W 1840, po śmierci ojca i za radą metropolity moskiewskiego Filareta przeniósł się na studia do Moskiewskiej Akademii Duchownej. W 1842 ukończył je, uzyskał tytuł magistra nauk teologicznych i został wykładowcą w seminarium duchownym w Wifanii. 23 września 1845 złożył wieczyste śluby mnisze w Ławrze Troicko-Siergijewskiej, 30 września został wyświęcony na hierodiakona, zaś 1 października – na hieromnicha. Od 1848 do 1849 wykładał w Moskiewskiej Akademii Duchownej, następnie w 1849 został rektorem seminarium duchownego w Wifanii i przełożonym monasteru św. Jana Teologa w Moskwie.
1 stycznia 1850 otrzymał godność archimandryty i objął urząd przełożonego monasteru Ikony Matki Bożej „Znak” w Moskwie. Zasiadał również w konsystorzu eparchii moskiewskiej. Od 1853 był rektorem seminarium duchownego w Moskwie, w 1854 dodatkowo także przełożonym Monasteru Zaikonospasskiego.
26 kwietnia 1859 w soborze Zaśnięcia Matki Bożej na Kremlu moskiewskim został wyświęcony na biskupa dmitrowskiego, wikariusza eparchii moskiewskiej. Tradycyjnie łączył urząd z kierowaniem monasteru św. Sawy Storożewskiego. Od listopada 1867 do maja 1868, tj. między śmiercią metropolity Filareta a wyborem jego następcy, metropolity Innocentego, zarządzał jako locum tenens eparchią moskiewską.
W maju 1876 objął katedrę jarosławską i rostowską. W tym samym roku zmarł i został pochowany w soborze Zaśnięcia Matki Bożej w Jarosławiu.